# Personaggi di The Americans

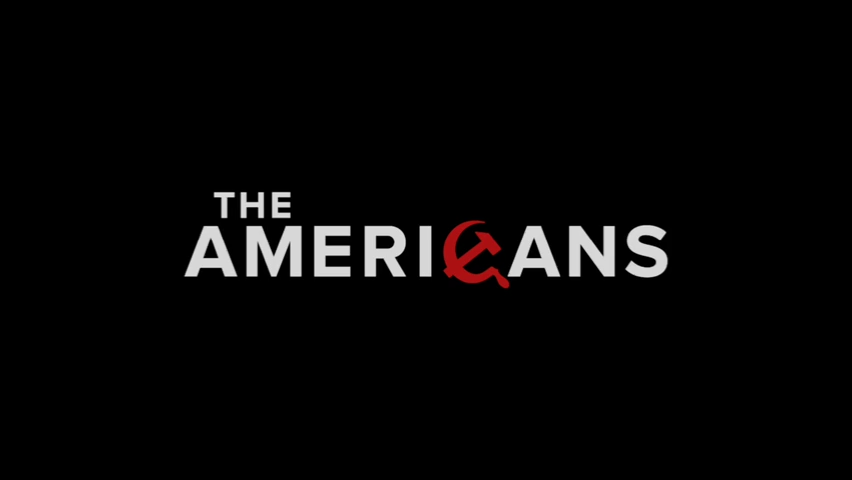
Logo della serie televisiva

Questa voce contiene un elenco dei personaggi presenti nella serie televisiva The Americans.

## Personaggi principali

### Elizabeth Jennings
Elizabeth Jennings (vero nome: Nadezhda; in russo: Надеҗда) è un personaggio creato dallo sceneggiatore Joe Weisberg ed è interpretato dall'attrice Keri Russell. Elizabeth è un'agente del KGB che, insieme al marito Philip (Matthew Rhys), risiede illegalmente a Washington D.C., dove lavora sotto copertura come agente di viaggio.
Elizabeth Jennings (nata "Nadezhda") nasce a Smolensk, figlia di un minatore di carbone e di una contabile del locale partito comunista. La sua famiglia soffrì molti patimenti sia durante che dopo la Grande Guerra Patriottica, nella quale suo padre fu ucciso. Elizabeth crebbe pensando che suo padre fosse un onorevole veterano di guerra, fino a che sua madre non gli rivelò che in realtà fu ucciso perché disertore. Quando aveva 14 anni, sua madre fu colpita dalla difterite, obbligando Elizabeth ad accudirla e nel frattempo andare a scuola. Quando era ancora adolescente, il KGB scelse Elizabeth come candidata per il programma degli Illegali. Nonostante fosse obbligata a non rivelarlo a nessuno, Elizabeth chiede consiglio a sua madre di nascosto riguardo alla sua decisione; la donna, senza esitare, le dice che deve portare avanti i suoi obblighi nei confronti della Madrepatria. Elizabeth fu allenata per diventare una spia fino all'età di 22 anni. Durante questo periodo, venne stuprata da uno dei capitani del KGB, Timoshev. Nel 1965, Elizabeth rifiutò il primo agente del KGB che gli venne proposto come suo marito in America, ma successivamente accettò "Philip Jennings" (Misha) come suo partner. I due si trasferirono in America sotto falsa identità e iniziano a lavorare in un'agenzia di viaggi. Elizabeth incontrò e reclutò nel KGB Gregory, un attivista per i diritti civili, ed ebbe con lui una relazione. Diede alla luce la sua prima figlia, Paige, nel 1967, e il suo secondo figlio, Henry, nel 1970.

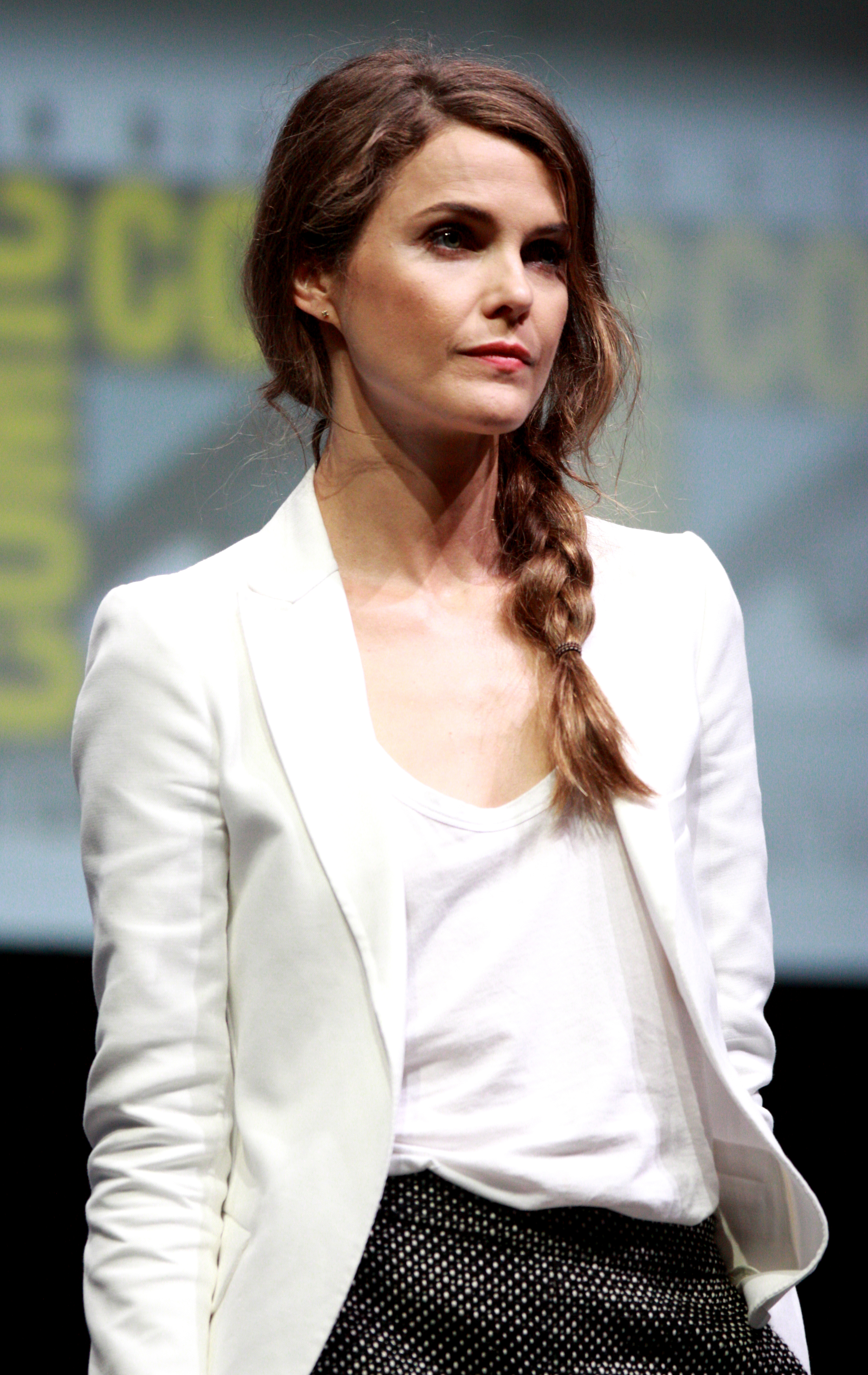
Keri Russell (2013)

Nella stagione 1, Elizabeth Jennings vive con suo marito Philip nella periferica Falls Church, Virginia. I due sono agenti segreti del KGB. Insieme hanno due figli nati in America, Paige e Henry, che sono completamente all'oscuro della vera identità dei genitori. I Jennings lavorano in una piccola agenzia viaggi a DuPont Circle, che serve loro da copertura per le loro attività illegali. Dopo un fallito tentativo di deportazione, Elizabeth e Philip rapiscono Timoshev, un agente disertore del KGB, che aveva stuprato Elizabeth durante il suo allenamento per diventare una spia. Al momento del rapimento di Timoshev, Stan Beeman, un agente dell'FBI specializzato nel controspionaggio, si trasferisce nella casa di fronte, spingendo Philip a pensare di voler disertare. Elizabeth non è d'accordo e Philip uccide Timoshev quando scopre che questo l'ha stuprata.
Nonostante il loro matrimonio sia stato combinato dal KGB, Elizabeth rivela a Philip che si sta innamorando di lui per la prima volta in 16 anni e i due decidono di diventare una vera coppia sposata. Tuttavia, Philip è ferito quando scopre che Elizabeth ha avuto una relazione con Gregory Thomas (Derek Luke), un militante di colore. Dopo aver piazzato una cimice nello studio di Caspar Weinberger, i Jennings ascoltano le sue conversazioni per ottenere informazioni di vitale importanza. Quando il KGB sospetta che vi sia una talpa tra loro, ordina a due agenti, che si fingono agenti dell'FBI, di rapire e torturare Elizabeth e Philip, così da testare la loro lealtà. Elizabeth è arrabbiata e offesa che le persone a cui ha dedicato tutta la sua vita l'abbiano trattata con così tanta sfiducia, mentre Philip l'accusa di aver causato i sospetti del KGB, avendogli rivelato che il marito aveva pensato di disertare. La donna nega che ciò sia accaduto, ammettendo solo di aver raccontato ai loro superiori che il marito aveva ammesso di trovarsi bene negli Stati Uniti.
Elizabeth e Philip eventualmente si riconciliano, ma poi decidono di separarsi quando Elizabeth scopre che Philip ha passato una notte con la sua ex ragazza, Irina. Philip si trasferisce in un motel. Philip uccide accidentalmente il partner di Stan, Amador, durante una fallita operazione, e ciò porta Gregory a finire nei sospetti dell'FBI riguardo all'omicidio. Non accettando il piano del KGB che intendeva estradarlo fuori dal paese, Gregory passa un'ultima notte con Elizabeth e poi spinge la polizia ad ucciderlo per distrarre l'attenzione dalla donna. Successivamente, il mentore di Elizabeth, il generale Victor Zhukov, viene assassinato per ordine di un ufficiale della CIA, che Philip ed Elizabeth cercano di rintracciare. Elizabeth lo conduce in un bagno per avere un rapporto sessuale, ma poi lo rapisce con l'aiuto di Philip e lo porta in un magazzino. Tuttavia la donna, ancora sconvolta per la morte di Zhukov, decide di lasciarlo andare; una volta liberato, l'uomo rivela alla CIA una vaga descrizione dei Jennings. Elizabeth scopre da un suo informatore, Sanford Prince, che l'uomo ha assicurato alle due spie un incontro con un colonnello della United States Air Force. L'FBI scopre la cimice nell'ufficio di Weinberger e decide di fornire informazioni sbagliate al KGB. Philip non è sicuro della lealtà del colonnello e decide di andare all'incontro al posto della moglie (contro la sua volontà), mentre Elizabeth va a prendere le registrazioni di Weinberger. Philip scopre che la missione di Elizabeth è compromessa è riesce a salvarla prima che l'FBI la catturi; la donna viene tuttavia colpita da un proiettile sparato da Stan, durante l'inseguimento. Dopo l'operazione di Elizabeth, la donna parla a Philip in russo, chiedendogli di "tornare a casa".
Nella stagione 2, Elizabeth riprende le forze nel suo nascondiglio e ritorna a casa in tempo per l'11º compleanno di Henry. Tuttavia, i festeggiamenti sono presto interrotti quando lei e Philip devono incontrare i Connor, un'altra coppia di spie, promettendo a Henry un "weekend di compleanno" al parco divertimenti. I Connor sorprendono Philip coinvolgendolo (insieme a un ignaro Henry) in una missione apparentemente sicura, consegnandogli la chiave della loro stanza d'albergo per incontrarsi una volta portata a termine la missione. Quando Elizabeth e Philip trovano morti tutti i membri della famiglia Connor, tranne il figlio maggiore Jared, diventano paranoici. Elizabeth chiude a chiave tutte le porte della casa e consiglia a Philip di ottenere informazioni da Martha, la sua informatrice dell'FBI. Nel frattempo, Elizabeth scopre che sua figlia, Paige, è sempre più impegnata in una chiesa attiva nelle principali cause politiche. Le reazioni di Elizabeth sono diverse; da una parte è felice che la coscienza politica di Paige stia crescendo, dall'altra non riesce ad accettare le implicazioni religiose che questa scelta comporta. Dopo aver scoperto che la figlia ha donato tutti i suoi risparmi alla chiesa, Elizabeth la punisce svegliandola alle due di notte in un giorno di scuola e obbligandola a pulire la cucina.
Nel finale di stagione, Elizabeth rimane scioccata quando scopre che il Centro vuole creare una seconda generazione di illegali composta da ragazzi nati in America, figli delle spie del KGB indottrinate e addestrate per infiltrare le agenzie di sicurezza americane. Il figlio dei Connor, Jared, fu il primo ad essere contattato, con risultati disastrosi quando i suoi genitori si opposero al suo coinvolgimento nel lavoro di spionaggio. L'opposizione dei genitori spinse il ragazzo a ucciderli insieme a sua sorella per proteggere la sua missione. Nonostante questa tragedia, il Centro rivela ai Jennings di voler continuare con il programma, ordinando loro di iniziare a formare Paige. Entrambi i Jennings sono in un primo momento inorriditi, ma poi Elizabeth inizia a condividere l'idea, credendo che Paige necessiti di una causa a cui dedicare la sua vita e che debba sapere la vera identità dei suoi genitori e, quindi, la sua.

### Philip Jennings
Philip Jennings (vero nome Mikhail, detto Mischa; russo: Миша/Михаил) è un personaggio creato dallo sceneggiatore Joe Weisberg ed è interpretato da Matthew Rhys. Philip è un agente del KGB e, insieme a sua moglie Elizabeth (Keri Russell), si finge un agente di viaggio a Washington.
Philip nasce come Mikhail a Tobolsk. Suo padre morì quando aveva sei anni, mentre la storia di sua madre non viene rivelata. Philip racconta di essere stato vittima di una gang di bulli da piccolo mentre andava a vendere il latte. Un giorno trovò il coraggio di ribellarsi e picchiò a morte uno di loro. Da adolescente frequentò una giovane ragazza russa di nome Irina, che condivideva il suo sogno di unirsi al KGB. Quando Philip venne accettato nel programma degli Illegali, Irina ruppe con lui, dicendogli di aver conosciuto un altro ragazzo. In seguito, anche lei si unirà al KGB lavorando come un agente sotto copertura in Europa. Philip viene allenato per diversi anni prima di incontrare "Elizabeth Jennings", un altro membro del programma degli Illegali, che le è stata assegnata come sua moglie in America. I due si trasferirono in Virginia nel 1965 e ebbero la loro prima figlia, Paige, nel 1967.

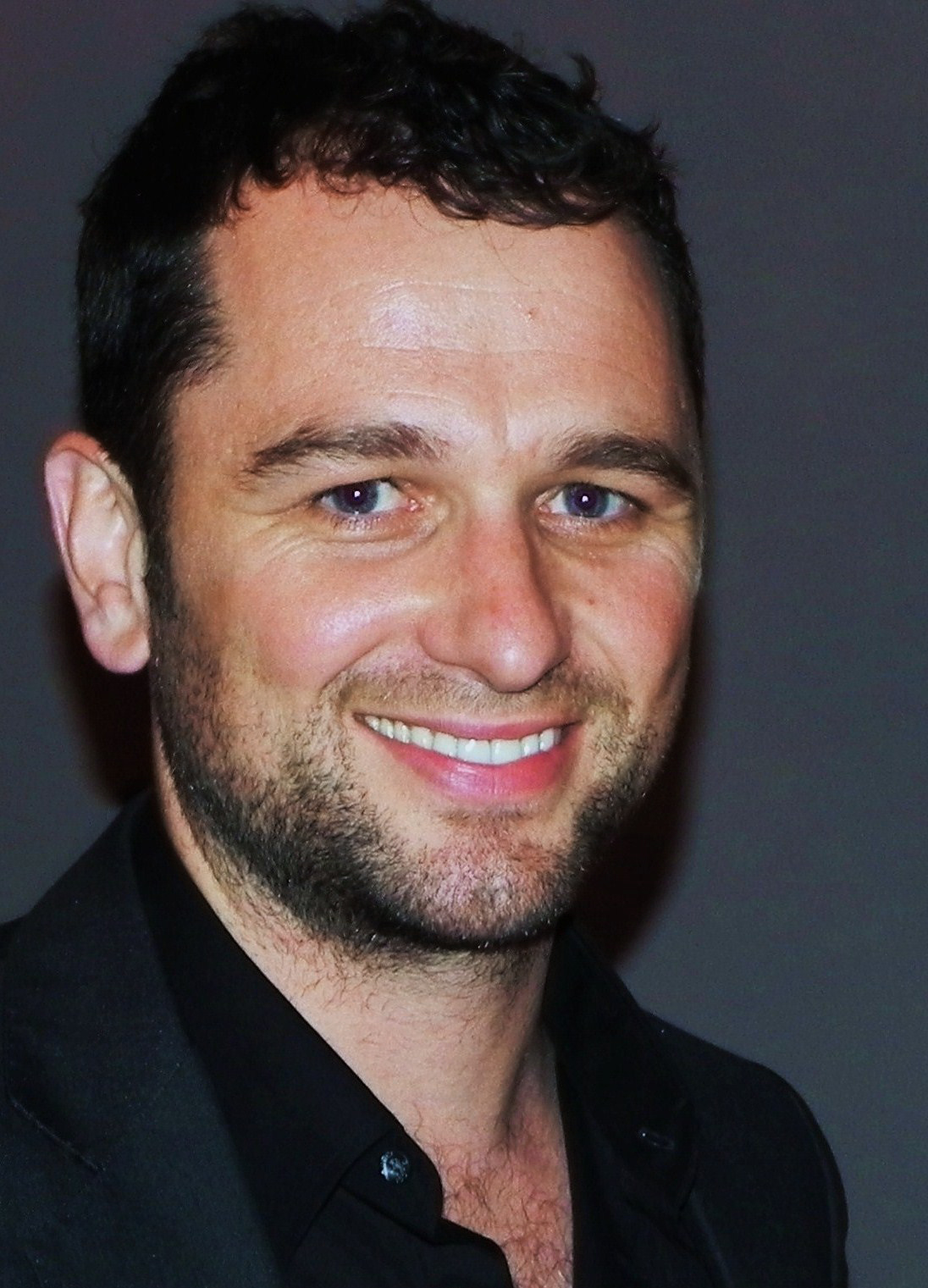
Matthew Rhys (2011)

Nella prima stagione Philip Jennings vive con la sua (finta) moglie Elizabeth nella periferia di Washington; i due sono entrambi agenti segreti del KGB. Hanno due figli, Paige e Henry. Dopo una fallita deportazione, Philip ed Elizabeth rapiscono Timoshev, un ex agente del KGB ora disertore, che aveva stuprato Elizabeth durante il suo periodo di allenamento. Nello stesso momento, Stan Beeman, un agente dell'FBI specializzato nel controspionaggio, si trasferisce nella casa di fronte; ciò spinge Philip a pensare di disertare, per paura di essere scoperti. Elizabeth rifiuta la proposta di Philip e questo uccide Timoshev quando scopre la verità sullo stupro della moglie. Elizabeth e Philip cercano di diventare una vera coppia sposata, ma dopo aver scoperto che Elizabeth ha avuto una storia con Gregory Thomas (Derek Luke), un militante di colore, Philip ne rimane ferito. Tuttavia la donna gli rivela che sta iniziando a innamorarsi di lui per la prima volta in 16 anni. Tra Philip e Stan nasce una sincera amicizia, nonostante, in un primo momento, Philip si fosse avvicinato a lui solo per tenerlo d'occhio in quanto agente dell'FBI.
Philip inizia una relazione con Martha Hanson, una segretaria dell'FBI, che lo conosce sotto il nome di Clark. Philip usa questa relazione per ricevere informazioni dalla donna riguardo alle azioni dell'FBI. Philip ed Elizabeth piazzano una cimice nell'ufficio di Caspar Weinberg e iniziano a spiarlo per recuperare informazioni importanti. Dopo aver scoperto la presenza di una talpa, il KGB fa rapire e torturare Philip ed Elizabeth da spie che si fingono agenti dell'FBI. Philip crede che il rapimento sia stato commissionato perché Elizabeth ha rivelato al KGB che il marito pensava di disertare ed è infastidito che la donna si fidi di più del KGB che di lui. Philip si reca a New York per una missione, ma finisce col ravvivare il rapporto con Irina. La donna gli rivela che hanno un figlio insieme, nato poco dopo la sua entrata nel KGB, e che glielo ha tenuto nascosto per permettergli di realizzare il suo sogno. Gli propone inoltre di lasciare il KGB e scappare insieme. Philip declina la sua proposta, non credendo che il figlio sia suo. Tornato a casa, Elizabeth gli rivela di voler lavorare sulla loro relazione; Philip è d'accordo, ma non racconta alla moglie della sua notte con Irina. Tuttavia Elizabeth lo viene comunque a sapere e i due decidono di separarsi.
Una mattina, dopo aver lasciato l'appartamento di Martha, Philip viene attaccato da Chris Amador, il partner di Stan ed ex fidanzato di Martha, ma riesce ad accoltellarlo durante la colluttazione. Nonostante Philip ed Elizabeth cerchino di mantenerlo in vita, l'agente muore nel sonno. Gregory, che si è sbarazzato della macchina di Philip usata per trasportare il corpo di Amador, è presto rintracciato dall'FBI. Decide quindi di lasciarsi uccidere durante una sparatoria con la polizia. Successivamente, il generale Zhukov viene ucciso sotto gli ordini di un ufficiale della CIA; Philip ed Elizabeth lo rapiscono ma, dopo che la donna decide di non ucciderlo, lo lasciano andare. L'uomo è tuttavia in grado di identificarli come una coppia di razza bianca. Philip sposa Martha con una cerimonia segreta e veloce per convincerla a piazzare una cimice nell'ufficio del suo capo. Elizabeth ha infatti scoperto che un colonnello della United States Air Force ha informazioni riguardo al progetto di difesa missilistica; i due hanno quindi bisogno di ottenere maggiori informazioni. Nonostante non vi siano prove che lo confermino, Philip crede che l'incontro con il colonnello possa essere una trappola e decide quindi di presentarsi al posto di Elizabeth. Il colonnello gli rivela che in realtà il progetto non potrà essere effettivamente realizzato per altri cinquant'anni. Elizabeth va a prendere le registrazioni della cimice di Weinberger, ma non sa che l'FBI è pronta ad arrestare chiunque si faccia vivo. Philip lo scopre e riesce a salvare Elizabeth, ma questa viene comunque colpita da un proiettile durante la sparatoria con l'FBI. Dopo l'operazione di Elizabeth, la donna gli chiede in russo di "tornare a casa".
Nella seconda stagione Elizabeth recupera le forze e torna a casa in tempo per l'11º compleanno di Henry. Tuttavia, i festeggiamenti sono presto interrotti quando Philip ed Elizabeth scoprono di dover incontrare i Connor, un'altra coppia di spie. Per farsi perdonare, i due promettono a Henry un "weekend di compleanno" presso un parco divertimenti. Qui, Philip viene coinvolto in una missione dai Connor, che gli consegnano la chiave del loro hotel per incontrarsi una volta portata a termine la missione. Elizabeth e Philip diventano paranoici dopo aver trovato l'intera famiglia Connor, eccetto il loro figlio maggiore Jared, morta nella loro camera d'albergo. Elizabeth consiglia a Philip di ottenere informazioni da Martha. Philip tenta di rapire uno scienziato refusenik residente a Washington, ma gli agenti del Mossad riescono a proteggerlo. Tuttavia Elizabeth e Philip riescono successivamente a rapire un agente del Mossad e scambiarlo per lo scienziato, insieme alla promessa che l'URSS permetterà a 1500 ebrei di espatriare in Israele.

### Stan Beeman
Stan Beeman è interpretato dall'attore Noah Emmerich. Stan è un agente dell'FBI e vicino dei due protagonisti, Elizabeth (Keri Russell) e Philip Jennings (Matthew Rhys), due spie russe sotto copertura.

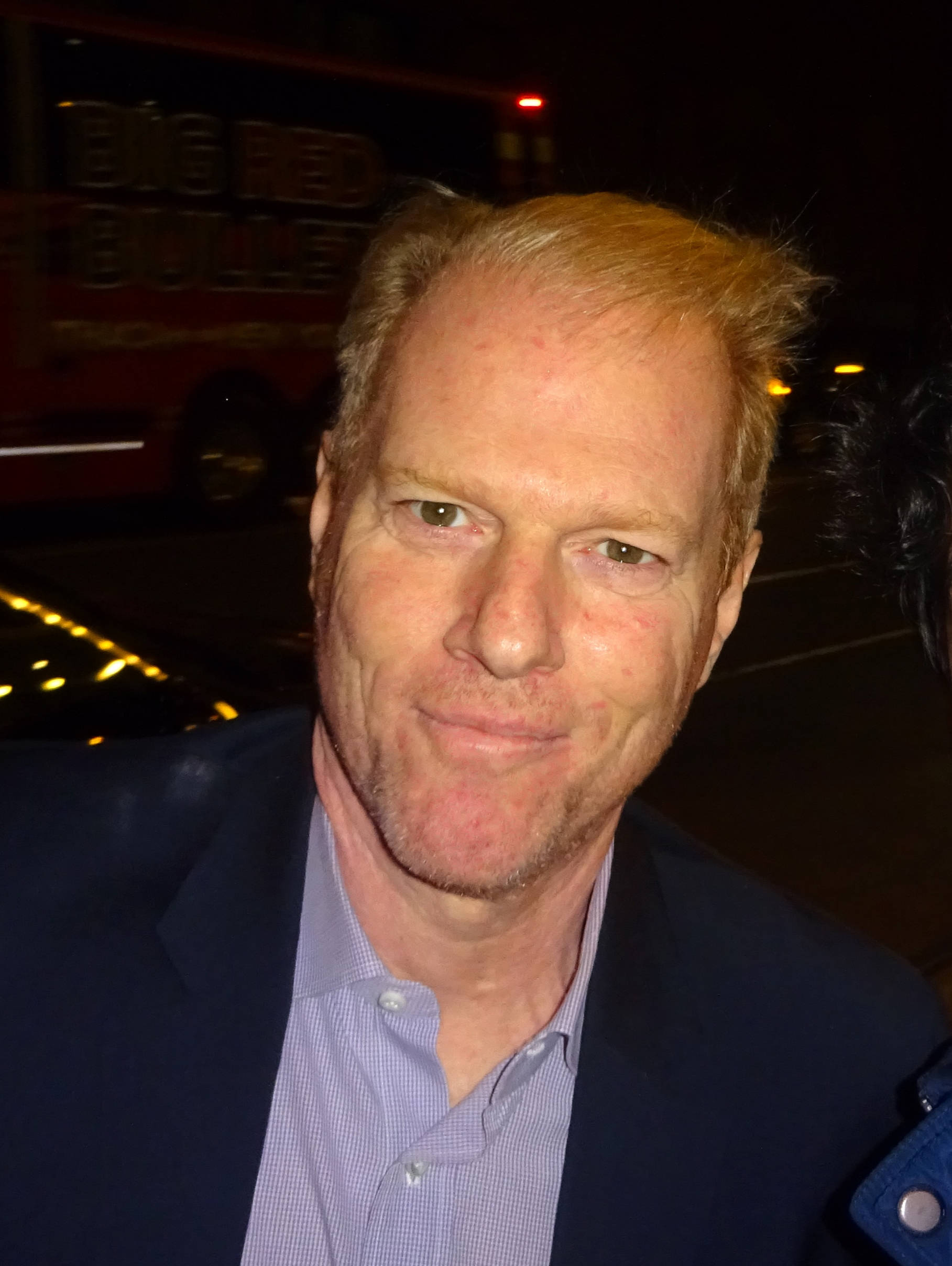
Noah Emmerich (2016)

Stan è un agente dell'FBI specializzato nel controspionaggio e all'inizio della serie trasloca a Northern Virginia con sua moglie, Sandra (Susan Misner), e suo figlio, Matthew (Daniel Flaherty), proprio di fronte alla casa di Elizabeth e Philip Jennings. Stan non sa che i due sono agenti sotto copertura del KGB, ma diventa sospettoso quando scopre che una macchina simile a quella di Philip è stata vista vicino al luogo in cui Timoshev, un disertore sovietico, è stato rapito. Tuttavia non riesce a trovare nessuna prova quando ispeziona di nascosto il bagagliaio dell'auto di Philip. Nel secondo episodio, Stan ricatta Nina Sergeevna (Annet Mahendru), una funzionaria dell'ambasciata sovietica, per convincerla a spiare per conto dell'FBI. Nina rivela a Stan informazioni riguardo a un agente del KGB, ucciso la notte in cui Timoshev è scomparso. Con il tempo, Stan si avvicina sempre di più a Nina e, di conseguenza, si allontana dalla moglie, passando molto tempo fuori casa. Dopo essersi perduto una cena di famiglia a causa del lavoro, un suo collega lo porta in un bar proponendogli di scegliere una donna a caso e avere un rapporto sessuale con lei. L'agente Frank Gaad (Richard Thomas), il supervisore di Stan, gli consegna le chiavi di un appartamento dicendogli di portarci Nina; l'appartamento diventa quindi il loro "nido d'amore".
Seguendo il piano di Stan, l'FBI cattura Vlad, l'assistente di Arkady. Sconvolto e arrabbiato per la morte del suo collega Amador, Stan uccide Vlad. Quando Nina viene a sapere della morte del suo amico, Stan le mente e le promette di trovare il colpevole. Tornato a casa, Sandra gli chiede di licenziarsi dall'FBI e trasferirsi con la sua famiglia. Stan non accetta la sua proposta e Sandra decide di lasciarlo. L'uomo si reca dunque presso l'appartamento di Nina per porre fine alla loro relazione, ma finisce per trascorrere la notte con lei. Nina non crede a quello che Stan le ha detto sulla morte di Vlad e, dopo aver ricevuto una promozione, ottiene l'accesso ai materiali ottenuti con la cimice nell'ufficio di Weinberger; decide tuttavia di non rivelare queste informazioni a Stan, continuando a investigare sulla morte di Vlad. Stan e Gaad continuano a cercare una coppia sposata sulla trentina, creando un identikit, mentre Nina giura fedeltà al Direttorato S e, dopo una conversazione con Stan, confessa ad Arkady di aver tradito il KGB e gli offre di fare il doppio gioco. Stan rivela sia a Nina sia a Sandra che la sua missione è quasi finita, ma Sandra rifiuta il suo tentativo di riconciliarsi, mentre Nina riporta l'informazione ad Arkady, che ha accettato la sua offerta nonostante lo scetticismo di Mosca.
Nella seconda stagione Nina informa Stan che ci sarà un nuovo arrivo alla Rezidentura: Oleg Igorevich (Costa Ronin). Una notte, Stan tenta di seguire Oleg, ma questo lo scopre e lo porta in un luogo nascosto dove gli rivela che è ha conoscenza della sua relazione con Nina e minaccia di rivelarlo al KGB. Stan chiede a Nina di sottoporsi alla macchina della verità, così che l'FBI possa proteggerla. Arkady costringe Stan a rubare il programma Echo in cambio della sicurezza di Nina. Quando Oleg diventa ancora più insistente, Stan gli consegna i registri di sorveglianza e gli promette di proteggere Nina. Stan lascia il pacco nel luogo stabilito, ma questo non contiene i piani del programma, bensì una nota che dice "Dì a Nina che mi dispiace". Un'affranta Nina è così costretta a lasciare la Rezidentura e tornare a Mosca per essere processata per tradimento, mentre Stan la guarda partire dalla sua macchina.
Nella terza stagione Gaad rivela a Stan che Nina è stata accusata di spionaggio e tradimento. Stan cerca ancora di riconciliarsi con Sandra, decidendo di frequentare insieme a Philip gli incontri dell'EST per capire cosa la donna vi trovi di speciale. Tuttavia trova il seminario ridicolo e senza senso, infastidendo ancora di più Sandra. Stan accoglie Zinaida Preobrazhenskaya (Svetlana Efremova), una disertrice sovietica dell'Istituto per gli studi sugli Stati Uniti e sul Canada, arrivata in America in una cassa. Zinaida racconta a Stan dell'Istituto per cui lavora a Mosca, dicendogli che era suo compito riportare ai comandanti sovietici tutti gli aspetti di rilevanza geopolitica riguardo agli Stati Uniti e al Canada. La donna confida a Stan di essere contenta che il suo lavoro sia finito, ma lui gli assicura che non è così. Successivamente, Stan viene minacciato da Oleg che gli punta addosso una pistola; l'uomo gli dà infatti la colpa per l'arresto e la vicina condanna a morte di Nina. Stan gli rivela che ha amato Nina e che se Oleg vuole sparargli, dovrà farlo alla sua schiena; Stan si allontana quindi in macchina. Sconvolto per l'accaduto, si reca da Sandra, che ora vive con un altro uomo, dicendole che non poteva pensare a nessun altro a cui volesse raccontare quanto gli era successo. Pur confortandolo, la donna gli rivela che non vuole tornare insieme a lui. 
Stan decide di tornare a un incontro dell'EST, solo per dire ad alta voce la sua opinione. Tuttavia, invece di essere trattato con ostilità, riceve molti applausi. Dopo l'incontro, una donna di nome Tori (Callie Thorne) gli chiede di uscire. I due cenano a casa dei Jennings e, nonostante abbia ammesso di considerare Sandra ancora sua moglie, Stan e Tori hanno un rapporto sessuale.

## Altri personaggi

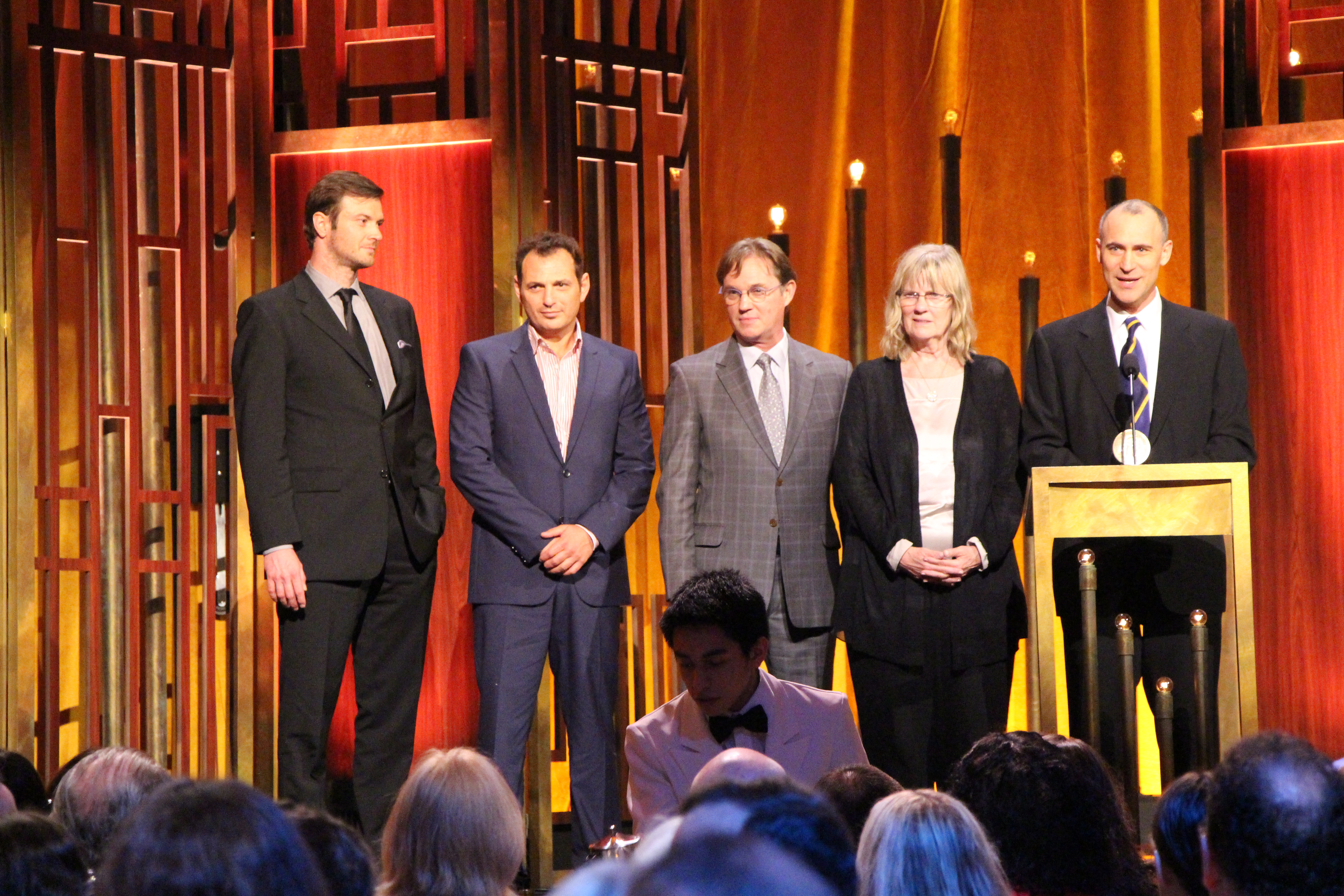
Parte del cast secondario presenzia all'edizione 2015 del Peabody Award

- Sandra Beeman (stagioni 2-3, ricorrente stagioni 1,4), interpretata da Susan Misner, doppiata da Giò Giò Rapattoni. È la moglie dell'agente Beeman.
- Paige Jennings (stagioni 1-6), interpretata da Holly Taylor, doppiata da Emanuela Ionica. È la figlia più grande di Philip ed Elizabeth.
- Henry Jennings (stagioni 1-6), interpretato da Keidrich Sellati, doppiato da Gabriele Caprio (stagioni 1-3) e Andrea Di Maggio (stagioni 4-6). È il figlio più piccolo di Philip ed Elizabeth.
- Chris Amador (stagione 1), interpretato da Maximiliano Hernández, doppiato da Gaetano Varcasia. È un collega dell'agente Beeman.
- Nina Sergeevna Krilova (stagioni 2-4, ricorrente stagione 1), interpretata da Annet Mahendru, doppiata da Eva Padoan. È una dipendente della rezidentura, l'ambasciata sovietica di Washington, che l'agente Beeman prova a usare come doppiogiochista.
- Martha Hanson (stagioni 2-4, ricorrente stagione 1, guest star stagione 5), interpretata da Alison Wright, doppiata da Rachele Paolelli. È la segretaria dell'agente Gaad, il capo di Stan, che Philip sfrutta come informatrice fingendosi un supervisore dei servizi governativi americani.
- Agente Frank Gaad (stagioni 3-4, ricorrente stagioni 1-2), interpretato da Richard Thomas, doppiato da Francesco Prando. È il diretto superiore dell'agente Beeman.
- Arkady Ivanovich Zotov (stagioni 3-6, ricorrente stagioni 1-2), interpretato da Lev Gorn, doppiato da Stefano Alessandroni. È il nuovo capo della rezidentura di Washington.
- Oleg Igorevich Burov (stagioni 3-6, ricorrente stagione 2), interpretato da Costa Ronin, doppiato da Alessandro Rigotti. È un ufficiale tecnico-scientifico, che lavora all'ambasciata sovietica.
- William Crandall (stagione 4), interpretato da Dylan Baker, doppiato da Mino Caprio. È uno scienziato biochimico militare.
- Claudia (stagione 6, ricorrente stagioni 1-5), interpretata da Margo Martindale, doppiata da Lorenza Biella. È il secondo supervisore di Philip ed Elizabeth.
- Matthew Beeman (stagioni 1-6), interpretato da Daniel Flaherty, doppiato da Manuel Meli. È il figlio di Stan e Sandra Beeman.
- Vasili Nikolaevich (stagioni 1, 3-4), interpretato da Peter Von Berg. È il vecchio capo della rezidentura di Washington.
- Gregory (stagione 1), interpretato da Derek Luke, doppiato da Gianfranco Miranda. È un attivista per i diritti civili, in passato reclutato da Elizabeth per conto del KGB.
- Kate (stagione 2), interpretata da Wrenn Schmidt. È il terzo supervisore di Philip ed Elizabeth.
- Andrew Larrick (stagione 2), interpretato da Lee Tergesen. È un membro della Navy SEAL costretto su ricatto a lavorare per il KGB.
- Anton Baklanov (stagioni 2-6), interpretato da Michael Aronov. È uno scienziato ebreo russo emigrato negli Stati Uniti, che lavora su un progetto segreto di tecnologia stealth.
- Pastore Tim (stagioni 2-6), interpretato da Kelly AuCoin. È il pastore della chiesa frequentata da Paige Jennings.
- Tatiana Evgenyevna (stagioni 3-6), interpretata da Vera Cherny. È un ufficiale del KGB che lavora alla rezidentura.
- Gabriel (stagioni 3-6), interpretato da Frank Langella, doppiato da Pietro Biondi. È il primo e attuale supervisore di Philip ed Elizabeth.
- Igor Pavlovich Burov (stagioni 3-6), interpretato da Boris Krutonog. È il padre di Oleg e ministro del governo sovietico.
- Viktor Zhukov (stagione 1), interpretato da Olek Krupa. È un generale del KGB, mentore e amico di Elizabeth, che viene ucciso in casa sua da un agente della CIA.